# Ayaz Mütallibov
Ayaz Niyazi oglu Mütallibov (in azero Ayaz Niyazi oğlu Mütəllibov; in russo Аяз Ниязи оглы Муталибов?, Ajaz Nijazi ogly Mutalibov; Baku, 12 maggio 1938 – Baku, 27 marzo 2022) è stato un politico azero.

## Biografia
Nato a Baku nel 1938, dopo essersi diplomato, nei primi anni '60, entra nel mondo dell'industria. Nel 1977 si avvia alla carriera politica venendo eletto Secondo Segretario del Partito Comunista dell'Azerbaigian. Due anni dopo diventa Ministro dell'industria leggera della Repubblica Socialista Sovietica Azera. Nel 1982 è nominato Vice-Presidente del Consiglio dei Ministri. Ricopre la carica di vicepresidente del Consiglio fino al gennaio 1989, quando diventa primo ministro.
Nel maggio 1990 viene nominato presidente della Repubblica Socialista Sovietica Azera. Nello stesso anno, per sua stessa iniziativa, il Paese adotta una dichiarazione d'indipendenza diventando Repubblica e Mütallibov diventa il primo presidente dell'Azerbaigian. Nell'agosto 1991, riguardo al tentato colpo di Stato in Unione Sovietica, dichiara di approvare il colpo di Stato, che nel frattempo fallisce, dando vita agli eventi che portarono poi alla dissoluzione dell'Unione Sovietica. Nel settembre seguente scioglie il Partito Comunista Azero.
Nel gennaio 1992 scoppia la prima guerra del Nagorno Karabakh e nel febbraio seguente avviene il massacro di Xocalı, con oltre 600 vittime civili e migliaia di dispersi. Mütallibov diventa il capro espiatorio e viene accusato di poca protezione nei confronti dei cittadini di Xocalı e di scarsa presa nella gestione del Paese. Poco tempo dopo presentò le sue dimissioni e dichiarò che il massacro non era mai avvenuto, anzi che si trattasse di una messa in scena orchestrata per screditarlo di fronte alla comunità internazionale; in pratica sostenne la posizione dell'esercito dell'Armenia, la quale affermava che la popolazione era stata invitata da una settimana a lasciare la cittadina e che la maggior parte dei civili cadde sotto fuoco azero giacché nel corridoio umanitario aperto per farli defluire in Azerbaigian si erano infilati molti soldati disertori.
Dal 1992 al luglio 2012 è vissuto in esilio a Mosca. Nel 2012 il presidente İlham Əliyev gli ha concesso di ritornare in patria.